# アーセナル P-M02 コンパクト
アーセナル P-M02 コンパクト（英語: Arsenal P-M02 Compact）は、ブルガリアのアーセナル社が設計・製造していた自動式拳銃である。

## 概要
冷戦終結後、ブルガリアが兵器体系のNATO化を進める一環として開発された拳銃であり、使用弾薬もブルガリア軍が従来採用していた9x18mmマカロフ弾ではなく、NATO標準の9x19mmパラベラム弾である。東ヨーロッパ各国が冷戦後に新型拳銃を開発する中、ブルガリアは遅れて開発を始めたが、そのぶん設計にはプラスチック部品の多用や人間工学に配慮したデザインなど、新しい流行が取り入れられた。
ハンマー露出式のダブルアクション式拳銃で、作動方式はガス遅延式のディレードブローバック、ロッキング方式はターンバレル式を採用している。撃発機構はモジュラー式で、容易に取り外しや交換が可能。
フレームは強化プラスチック製で、前方下部にはピカティニー・レールがあり、各種のアクセサリを取り付けることができる。マニュアルセフティはスライド両側面に配置され、マガジンキャッチは取り付け方向を利き手に応じて変更が可能。また、グリップ後部のバック・ストラップは交換可能で、射手の手にあわせて3サイズから選択できる。
2011年時点では、軍や法執行機関での採用は確認されていない。また2025年現在、アーセナル社の製品一覧には掲載されていない。